# Impredicatividad
En el ámbito de las matemáticas, la lógica y la filosofía de las matemáticas, se llama impredicativa a toda definición autorreferencial, es decir, a toda definición de un objeto en la que se cuantifica sobre el conjunto al que este objeto pertenece o en la que se define un conjunto haciendo referencia a él mismo. No existe convenio acerca de lo que diferencia lo predicativo de lo impredicativo.
Las definiciones predicativas son las que tratan a los objetos de manera estratificada o ramificada (véase Teoría de tipos), y en este caso se cuantifica sobre variables de un nivel estrictamente inferior al del tipo en el que se efectúa la definición. Un ejemplo representativo es el de la teoría de tipos intuicionista.
La Paradoja de Russell es un ejemplo de una construcción impredicativa: el conjunto de todos los conjuntos que no se contienen a sí mismos. Entonces podemos afirmar que este conjunto pertenece a sí mismo si y solo si no se pertenece a sí mismo.
La menor cota superior de un conjunto es otro ejemplo claro de definición impredicativa, ya que definimos a este objeto como el elemento del conjunto que es mayor o igual que todos los demás. Está claro que estamos haciendo referencia al conjunto al cual pertenece tal objeto, y por tanto esta definición es impredicativa.

## Historia
Los términos "predicativo" e "impredicativo" fueron introducidos por Russell (1907), aunque su significado ha cambiado desde entonces. Solomon Feferman, por ejemplo, ofrece un resumen histórico de ambos conceptos, y muestra a la vez relaciones con otros temas más modernos.
El Principio del Círculo Vicioso de Henri Poincaré(1905-6, 1908)) con el fin de descartar las definiciones susceptibles de generar contradicciones. Russell llevó esto a la práctica en sus Principia Mathematica junto con Alfred North Whitehead. En esta obra se incluyó, tras múltiples revisiones, el axioma de reducibilidad, el cual permitía asegurar la existencia inmediata de una función predicativa equivalente a cualquier otra función. Este principio se encontró con muchos adversarios, entre ellos el mismo Russell, que lo cuestionó duramente. Ludwig Wittgenstein, en su Tractatus Logico-Philosophicus, lo tachó de axioma no-lógico, criticando su arbitrariedad.
El rechazo de las definiciones impredicativas (manteniendo la concepción clásica de los números naturales) llevó a la posición del predicativismo, defendido por Henri Poincaré y Hermann Weyl en su Das Kontinuum. Ambos estaban de acuerdo en que las definiciones impredicativas eran peligrosas cuando se llevaban a cabo sobre conjuntos infinitos, como el que provoca la Paradoja de Russell.
Ernst Zermelo, en su "Una nueva prueba para la posibilidad de un buen orden" de 1908, presentó una sección entera, Objeción acerca de la definición no-predicativa, en la que argumenta contra "Poincaré (1906, p. 307) [que defiende que] una definición es 'predicativa' y lógicamente admisible si y solo si excluye todos los objetos que son dependientes de la noción definida, es decir, que pueden ser determinados por ella". Da dos ejemplos de definiciones que no verifican el Principio de Poincaré: (1) La idea de cadena de Dedekind y (2) El uso en análisis del máximo o mínimo de un conjunto de números "completo" previamente definido, por ejemplo, en la demostración de Cauchy del teorema fundamental del álgebra. Como dice Zermelo, hasta la fecha nadie ha declarado que esa demostración sea "ilógica". Termina con la siguiente observación: «Una definición puede depender de otras nociones equivalentes a la que está siendo definida; de hecho, en toda definición 'definiens' y 'definiendum' son nociones equivalentes y la aplicación estricta de las restricciones que impone Poincaré harían a todas las definiciones, y por tanto toda ciencia, imposible».
Ramsey argumentó que ciertas definiciones impredicativas no son, en absoluto, peligrosas. Por ejemplo, en el caso de hablar de 'la persona más alta de esta habitación', se está cuantificando sobre el conjunto al que pertenece el individuo que se define, pero no parece que esto encierre ningún  tipo de circularidad. Kurt Gödel también se mostró reacio ante el Principio de Poincaré adoptado por Russell, y para criticarlo distinguió tres versiones distintas del mismo, que expresan los distintos puntos de vista normalmente confundidos por otros anteriores a él.